# Nemzetközi Pénzügyi Társaság
A Nemzetközi Pénzügyi Társaság (International Finance Corporation, IFC) a Világbank-csoport öt intézményének egyike; szakosított pénzintézet, nemzetközi fejlesztési ügynökség. 1956-ban hozták létre, székhelye Washingtonban található.
Célja többek között, hogy a termelő magánvállalkozások befektetéseit támogatva elősegítse a gazdasági növekedést, különösképp a fejlődő országokban, csökkentve ezzel a szegénységét és javítva az emberek életkörülményeit.
Az IFC a legfontosabb multilaterális tőke- és kölcsönforrás a fejlődő országok magánszektora számára.

## Célkitűzések
Az IFC célkitűzéseit az alapokmány határozza meg. Ennek értelmében legfontosabb feladatai:
- A tagállamok azon termelő magánvállalkozásainak finanszírozása, melyek képesek a saját tagállamaik fejlődését elősegíteni.
- Finanszírozás azokban az esetekben (akár a tagállamok kormányainak visszafizetési garanciája nélkül is), amikor megfelelő mennyiségű magántőke nem áll rendelkezésre.
- A hazai és külföldi tőke összekapcsolása, termelő beruházássa alakítása.

Az IFC alapokmánya kimondja, hogy a Társaság minden döntésében a célkitűzések szem előtt tartásával jár el.

## Hitelek, finanszírozási műveletek
Az IFC hitelei hosszú lejáratúak, és kamatai megfelelnek a pénzpiaci kamatfeltételeknek. A hitelek csak a tagállamokban és Svájcban használhatók fel. Az IFC az alapokmányban lefektetett ún. műveletei alapelvek szerint jár el a finanszírozásnál. Ezek kimondják többek között, hogy az IFC
- nem folytat ott finanszírozást, ahol megfelelő mennyiségű észszerű feltételekkel elérhető magántőke is rendelkezésre állna a projekthez,
- semmiféle finanszírozást nem hajt végre, ha azt az érintett tagállam ellenzi,
- a beruházott cég irányításába nem szól bele: szavazati jogát nem gyakorolja semmilyen, nézete szerint a vállalatirányítás hatáskörébe tartozó kérdésben (az érdekeinek sérelmét jelentő kötelezettségszegés és fenyegető fizetésképtelenségtől eltekintve), de felelősséget sem vállal a működésért.

## Szervezet és igazgatás
Az IFC-nek jelenleg 179 tagállama van, ők együtt döntenek a Társaság irányelveiről, és közösen engedélyezik a beruházásokat. Az IFC-tagság előfeltétele a Világbank-tagság. Jogilag (és pénzügyileg) az IFC és az IBRD különálló szervezet, az IFC-nek saját szakembergárdája és vezetése van, azonban felhasználja a Világbank adminisztratív és egyéb szolgáltatásait.
A Társaság Kormányzótanácsból, Igazgatótanácsból, az Igazgatótanács elnökéből, elnökből, valamint a Társaság által meghatározott feladatokat ellátó egyéb tisztviselőkből és személyzetből áll.
Az Igazgatótanács (Board of Directors) felelős az IFC általános műveleteinek vezetéséért és e célból gyakorolja mindazokat a jogokat, amelyekkel az alapokmány felruházta vagy amelyeket a Kormányzótanács ruházott reá. Az Igazgatótanács annyiszor ülésezik, ahányszor csak a Társaság ügymenete azt megkívánja; ennek során – többek között – az összes IFC elé terjesztett projektet áttekintik.
Az IFC teljes jogkörét a Kormányzótanács (Board of Governors) gyakorolja, mely évente ülésezik, és melybe valamennyi tagállam jelöl képviselőket. A tagállamok részvényeikkel arányos számú szavazattal rendelkeznek a Kormányzótanács szavazásain, melyen főszabály szerint egyszerű szótöbbséggel hoznak döntéseket.

## Az IFC operatív tevékenységének konkrét formái
Az IFC operatív tevékenységének az alábbi konkrét formái vannak:
- készenléti hitelnyújtás
- az általa szervezett beruházások kapcsán tőkejegyzésre vonatkozó kötelezettség vállalása
- kölcsönszindikátusok szervezése kereskedelmi bankokkal és más magánbefektetőkkel
- garanciavállalás
- szakmai segítségnyújtás a fejlődő országok kölcsönpiacának kialakításához, szervezéséhez és továbbfejlesztéséhez
- technikai segítségnyújtás
- katalizátorként való tevékenykedés a tőke és a termelés összehangolásában

## Irányelvek
Az IFC beruházási döntéseinél (a gazdasági szempontokon túl) az alapokmányában megfogalmazott szegénység-ellenes, életminőség-javító célokra is tekintettel kell legyen. Ezt szolgálják az IFC irányelvei, melyeket rendszeresen frissítenek és melyek formálisan is kifejtik a finanszírozás feltételeit. Az irányelvek közül az ún. Performance Standard az egyik legfontosabb, mely rögzíti a 8 figyelembe veendő társadalmi és környezeti tényezőt, és részletesen kifejti azok tartalmát. Az ICF tehát a következő szempontok mentén (is) elvégzi a projektek értékelését:
- Társadalom és környezet felmérése
- Munkakörülmények
- Környezetszennyezés megakadályozása, illetve csökkentése
- Népegészségügy
- Földfelvásárlás, kényszerített áttelepítés
- Biodiverzitás megőrzése, természeti erőforrások fenntartható kezelése
- Helyi lakosság
- Kulturális örökség

A fenti irányelvek elégségessége, illetve konkrét megfogalmazása többször képezte szakmai vita tárgyát, néha az IFC saját ombudsmanja is módosításokat javasolt.

## Az IFC tevékenységének kezdetei, fejlődése
Az IFC-t 31 állam alapította 1956-ban. Az első finanszírozási szerződés megkötésére 1957. június 20-án került sor: az IFC 2 millió dollárt fektetett a Siemens do Brasil Companhia de Electricidade vállalatba. Ezt használva a cég bővítette gyártókapacitását generátorok, transzformátorok, nagy elektromotorok és telefontartozékok gyártására. (Ez lett Brazília első ilyen széles termékpalettát előállító integrált gyára.)
Alig két hónapra rá, 1957. augusztus 30-án újabb szerződés megkötésére került sor: az IFC 600 ezer dollárt ruházott be a Engranes y Productos Industriales, S.A-ba (Mexikó). A finanszírozás lehetővé tette a különféle ipari termékeket, alkatrészeket gyártó üzem jelentős bővítését, új gépsorok, új kovácsüzem és egy elektromos acélolvasztó kemence beüzemelését.
1959-ben ruházott be először Pakisztánban, rá egy évre Indiában. 1961-ben lehetővé tették a tőkebefektetéseket, az első ilyenre 1962-ben került sor (Spanyolország). 1966-ban ruházott be először turizmusba (Kenyában). 1974-ben finanszírozott először projektet Jordániában (egy csempegyárat). 1975-ben szervezte meg az első kölcsönszindikátust (brazil és koreai projektek számára). 1977-ben nyílt meg az első irodája Kelet-Ázsiában. Az IFC 1984-ben vett fel először közvetlenül a nemzetközi pénz- és tőkepiacról hitelt. (1989-ben a kibocsátott kötvényei AAA kockázati besorolást kaptak, ami jelentősen megnövelte a hitelhez jutási lehetőségeit.) 1988-ban hozta létre az African Enterprise Fund-ot afrikai kis- és középvállalkozások támogatására. 1997-ben fogadta el a kiugró, 100 millió dolláros finanszírozását egy mozambiki alumínium-üzemnek. 2000-ben jött létre a kis- és középvállalati osztálya az IFC-nek.
A következő táblázat áttekinti az IFC fejlődését a kezdetektől:
| Év   | Tagállamok száma | Ebből a beruházási portfólióban szerepel | Teljes finanszírozási összeg |
| 1959 | 58               | 17                                       | 42 millió USD                |
| 1969 | 92               | 43                                       | 199 millió USD               |
| 1979 | 112              | 48                                       | 1,4 milliárd USD             |
| 1989 | 134              | 79                                       | 4,7 milliárd USD             |
| 1999 | 175              | 136                                      | 13,5 milliárd USD            |
| 2005 | 178              | 140                                      | 19,3 milliárd USD            |

## Az IFC tevékenysége ma
Amíg a Világbank állami kezességvállalás mellett finanszíroz projekteket, addig az IFC állami garancia nélkül is végez finanszírozást. Ennek következtében az IFC elsősorban a magánszektorban aktív, bár pár projektet az állam szektorban is finanszírozott nemrégiben (jórészt községi és régió alatti szinten).
Az IFC ezzel együtt profit-orientált intézmény (történelme alatt soha nem is volt veszteséges). Mint egy bank, befekteti és hitelezi a forrásait ügyfeleinek, miközben megfelelő kockázattal korrigált megtérülést vár el projektjeinek világméretű portfólióján.
Azonban igen fontos, hogy az IFC finanszírozási műveleteinek egy második feltételt is ki kell elégíteniük: hozzá kell járulniuk a szegénység csökkentéséhez és az emberek életkörülményeinek javításához. Ezt a gyakorlatban hajlandóak elég tágan értelmezni, mindazonáltal az IFC komoly időt és energiát fordít arra, hogy
1. kiválassza azokat a projekteket, melyek pozitív hozadékúak a fenti szempontból,
2. a már kiválasztott projektet pozitív hozadékát növelje.

A szó szoros értelmében vett befektetési műveleteken kívül az IFC számos országban technikai projekteket is végrehajt a befektetési klíma javítására. Ezek vagy konkrét befektetési projekthez kapcsolódnak, vagy - és ma már ez az egyre jelentősebb - általánosabb célúak (például szabályozási környezet javítása bizonyos iparágban). Az IFC technikai együttműködési projektjeit a donor országok finanszírozzák, illetve az IFC maga a saját költségvetéséből.
Kritikusok megkérdőjelezték néhány IFC-támogatott projekt fenntarthatóságát. Az IFC nemrégiben 9 millió dollárt fektetett be egy amazonasi régióban fekvő vágóhídba (amit Brazília legnagyobb marhahústermelője birtokol), annak ellenére, hogy helyi nem kormányzati és környezetvédelmi szervezetek is tiltakoztak ellene. Környezetvédők máskor is kérdőjeleztek meg IFC-támogatott projektet.

## Az IFC és Magyarország
Magyarország - értelemszerűen - nem alapító tagja az IFC-nek, csatlakozásunkra 1985-ben került sor. (Magyarország 1982 óta tagja az IMF-nek, 1983 óta az IBRD-nek.) Az alapokmányt az 1985. évi 20. törvényerejű rendelet (tvr.) hirdette ki. A tvr. mindössze 5 paragrafusból áll, a 2. § tartalmazza az IFC alapokmányának magyar fordítását. Az IFC jogállása a többi nemzetközi szervezethez hasonló, az ilyen esetekben szokásos jogokkal és kötelezettségekkel rendelkezik.
A tvr. kihirdetésére 1986. április 29-én került sor, így Magyarország ettől a naptól fogva tagja az IFC-nek.